# بی (ماین
بی (به فرانسوی: Bais) یک کمون (فرانسه) در فرانسه است که در canton of Bais واقع شده‌است. بی ۲۶٫۲۳ کیلومتر مربع مساحت دارد ۱۸۳ متر بالاتر از سطح دریا واقع شده‌است.